# 7E busz (Sopron)
A soproni 7E jelzésű autóbusz a Lackner Kristóf utca, autóbusz-állomásról indulva,  Virágvölgy és az Aranyhegyi lakópark érintésével, körjáratként közlekedett.

## Az Aranyhegyi lakópark autóbuszjáratai
2023. december 10-től jelentősen átalakult az Aranyhegyi lakópark buszközlekedése. A korábbi közlekedési rend megszűnt, helyette új körjáratok közlekednek, amelyek már a Várkerületet is érintik, így közvetlen kapcsolat jött létre a belváros és Aranyhegy, Virágvölgy illetve a Híd utca között. A fejlesztéssel továbbá Virágvölgy városrész már hétvégén is elérhetővé válik tömegközlekedéssel.
 A 27, 27A, 27B és 27T jelzésű buszok a lakópark felé érintik a Várkerületet, visszafelé a Bécsi úton közlekednek, míg a 7, 7A, 7B és 7T jelzésű buszok pedig fordítva, odafelé a Bécsi úton, visszafelé pedig a Várkerületen haladnak. Valamennyi autóbusz az Erzsébet Kórház érintésével közlekedik, kiváltva ezzel a korábbi 20-as járatot.
 A 27A jelzésű busz csak a Boldogasszonyi utcáig közlekedik, majd onnan új számjellel (27A→7A) tér vissza a Jereván lakótelepre, tehát mindkét irányban a Várkerületen át halad. A "B" és az "E" jelzéssel ellátott járatok Virágvölgyet is feltárják, a "T" jelzéssel ellátott járatok pedig a Kurucdomb és a Thököly tér érintésével közlekednek. Az "E" jelzésű buszok azonban nem a Várkerületen, hanem az Ógabona téren át haladtak, ezek a járatok főleg az iskolások számára üzemeltek.
 A 17-es busz a Jereván lakótelepről indulva a Bécsi úton át, Virágvölgy érintésével, a Boldogasszonyi utcáig közlekedik, majd vissza is indul ugyanezen az útvonalon.
 A 27Y jelzésű busz a Boldogasszonyi utcától indul, majd a Híd utca, Csengery utca után a 11-es busz vonalán haladva a Jereván lakótelepig jár munkanapokon reggel.
 Menetrend szerint 2024. május 1-jétől, az építési munkálatok miatt ténylegesen csak június 7-től Virágvölgy városrészben tovább fejlődött a buszközlekedés, a térséget érintő járatok a Tercia Hubertus étteremtől továbbhaladva az újonnan létesített Csőszház dűlő megállóhelyen is megállnak.
 2024. december 15-től a járat megszűnt, helyette 15-ös és 15A jelzésű buszok közlekednek Balf érintésével.

## Útvonal
| Lackner Kristóf utca, autóbusz-állomás → Virágvölgy → Aranyhegyi lakópark → Lackner Kristóf utca, autóbusz-állomás |
| --- |
| Lackner Kristóf utca, autóbusz-állomás végállomás – Lackner Kristóf utca – Patak utca – Bécsi út – Virágvölgyi út – Hubertusz utca – Virágvölgyi út – Stornó Ferenc utca – Kőrösi Csoma Sándor utca – Rákosi út – Tómalom utca – Boldogasszonyi utca – Tómalom utca – Ív utca – Tárcy-Hormoch Antal utca – Faller Jenő utca – Verő József utca – Kőrösi Csoma Sándor utca – Híd utca – Fapiac utca – Kőfaragó tér – Magyar utca – Ötvös utca – Várkerület – Széchenyi tér – Petőfi tér – Ógabona tér – Lackner Kristóf utca – Lackner Kristóf utca, autóbusz-állomás végállomás |

## Megállóhelyek
| Távolság (km) | Idő (perc) | Megállóhely neve                       | Átszállási lehetőségek a 2024.12.14-ig érvényes menetrend szerint | Fontosabb nevezetességek, helyek, áruházak és intézmények a közelben |
| ------------- | ---------- | -------------------------------------- | --- | --- |
| 0             | 0          | Lackner Kristóf utca, autóbusz-állomás | 1, 2, 3, 3Y, 4, 5, 5A, 5B, 5T, 5Y, 7, 7A, 7B, 7T, 8, 10, 10B, 10Y, 11Y, 12, 13, 13B, 14, 14B, 17, 21, 27, 27A, 27B, 27E, 27T, 32, 33 Helyközi és távolsági autóbuszjáratok | Soproni autóbusz-állomás Soproni Rendőrkapitányság Káposztás utcai Stadion INTERSPAR áruház Vásárcsarnok                                                                                        |
| 0,3           | 1          | Bécsi út                               | 5Y, 7, 7A, 7B, 7T, 17, 27, 27B, 27E, 27T | |
| 0,9           | 2          | Virágvölgy, Tercia Hubertus étterem    | 7B, 17, 27B, 27E | Soproni bobpálya Bécsi-domb Interaktív tanösvény |
| 1,9           | 4          | Csőszház dűlő                          | 7B, 17, 27B, 27E | |
| 2,9           | 5          | Virágvölgy, Tercia Hubertus étterem    | 7B, 17, 27B, 27E | Soproni bobpálya Bécsi-domb Interaktív tanösvény |
| 4,1           | 7          | Kőrösi Csoma Sándor utca (temető)      | 5Y, 7, 7B, 17, 27, 27B, 27E, 27T | Szent Mihály temető Szent Mihály-templom Izraelita temető |
| 4,6           | 9          | Rákosi út, Ív utca                     | 7, 7A, 7B, 7T, 17, 27, 27A, 27B, 27E, 27T, 27Y | |
| 5,0           | 11         | Boldogasszonyi utca                    | 7, 7A, 7B, 7T, 17, 27, 27A, 27B, 27E, 27T, 27Y | |
| 5,4           | 13         | Rákosi út, Ív utca                     | 7, 7A, 7B, 7T, 17, 27, 27A, 27B, 27E, 27T, 27Y | |
| 5,8           | 15         | Faller Jenő utca                       | 7, 7A, 7B, 7T, 17, 27, 27B, 27E, 27T, 27Y | |
| 6,2           | 16         | Aranyhegyi Ipari Park                  | 7, 7A, 7B, 7T, 17, 27, 27B, 27E, 27T, 27Y | |
| 6,7           | 17         | Híd utca, Rákosi út                    | 5Y, 7, 7A, 7B, 7T, 13, 13B, 27, 27A, 27B, 27E, 27T, 27Y, 33 | Szent Mihály temető Szent Mihály-templom |
| 7,2           | 18         | Híd utca, Balfi út                     | 5B, 5Y, 7, 7A, 7B, 7T, 13, 13B, 14, 14B, 27, 27A, 27B, 27E, 27T, 27Y, 33                                                                                                   | Soproni Szent Kereszt kápolna |
| 7,6           | 19         | Fapiac                                 | 5B, 5Y, 7, 7A, 7B, 7T, 11A, 11Y, 13, 13B, 14, 14B, 27, 27A, 27B, 27E, 27T, 27Y, 33                                                                                         | Szent István park Soproni Szent István Plébánia |
| 8,4           | 21         | Várkerület, Ötvös utca                 | 1, 2, 3Y, 4, 5, 5A, 5B, 5T, 7, 7A, 7B, 7T, 10, 10B, 10Y, 11, 11A, 11B, 11Y, 12, 13B, 14, 14B, 27, 27A, 27B, 27E, 27T, 27Y, 32, 33                                          | Liszt Ferenc Konferencia- és Kulturális Központ Soproni Petőfi Színház Posta Soproni Szent Júdás Tádé-templom SOE Lámfalussy Sándor Közgazdaságtudományi Kar Európa leghosszabb tere – Deák tér |
| 8,6           | 22         | Széchenyi tér                          | 1, 2, 3Y, 4, 5, 5A, 5B, 5T, 7, 7A, 7B, 7T, 10, 10B, 10Y, 11, 11A, 11B, 11Y, 12, 13B, 14, 14B, 27, 27A, 27B, 27E, 27T, 27Y, 32, 33                                          | Liszt Ferenc Konferencia- és Kulturális Központ Soproni Petőfi Színház Posta Soproni Szent Júdás Tádé-templom SOE Lámfalussy Sándor Közgazdaságtudományi Kar Európa leghosszabb tere – Deák tér |
| 9,1           | 23         | Ógabona tér, Újteleki utca             | 1, 2, 3Y, 4, 5, 5A, 5B, 5T, 7, 7A, 7B, 7T, 10, 10B, 10Y, 11Y, 12, 13, 14, 14B, 27E, 32, 33                                                                                 | Tűztorony Városháza Szentháromság-szobor Szent György-templom |
| 9,6           | 25         | Lackner Kristóf utca, autóbusz-állomás | 1, 2, 3, 3Y, 4, 5, 5A, 5B, 5T, 5Y, 7, 7A, 7B, 7T, 8, 10, 10B, 10Y, 11Y, 12, 13, 13B, 14, 14B, 17, 21, 27, 27A, 27B, 27E, 27T, 32, 33 Helyközi és távolsági autóbuszjáratok | Soproni autóbusz-állomás Soproni Rendőrkapitányság Káposztás utcai Stadion INTERSPAR áruház Vásárcsarnok                                                                                        |